# Morwamosu
Morwamosu is een dorp in het district Southern in Botswana. De plaats telt 696 inwoners (2011).